# Jesus of Suburbia
Jesus of Suburbia is een single van de Amerikaanse band Green Day uit 2005. De single is een ingekorte versie van het gelijknamige nummer van hun album American Idiot uit 2004.
Het lied gaat over een jongen, die niet goed weet waar hij in het leven staat. Zijn vriendin maakt het uit, hij krijgt ruzie en uiteindelijk verlaat hij zijn huis en geboorteplaats om ergens anders een nieuw leven te starten. De hoofdpersoon van het lied is ook het onderwerp van de volgende nummers van het album.

## NPO Radio 2 Top 2000
| Nummer met noteringen in de NPO Radio 2 Top 2000 | '22  | '23  | '24  |
| ------------------------------------------------ | ---- | ---- | ---- |
| Jesus of Suburbia                                | 1804 | 1735 | 1356 |

1. ↑  Een vetgedrukt getal geeft de hoogste notering aan.
2. ↑  2022 was het eerste jaar met een notering voor dit nummer.